# Silene paradoxa
Silene paradoxa är en nejlikväxtart som beskrevs av Carl von Linné. Silene paradoxa ingår i släktet glimmar, och familjen nejlikväxter. Inga underarter finns listade i Catalogue of Life.